# Векентьевы
Векентьевы (Викентьевы) — древний русский дворянский род, ведущий своё начало от касожского князя Редеги.
Род внесён в Бархатную книгу. При подаче документов (01 февраля 1686), для внесения рода в Бархатную книгу, была предоставлена родословная роспись Викентьевых, за подписью Бориса Вахрамеевича.
Род записан в VI часть родословных книг: Владимирской и Новгородской губернии.
Однородцами рода являются: Добрынские, Бирдюкины-Зайцовы, Елизаровы, Симские, Хабаровы, Белеутовы, Гусевы, Клушины, Поджегины, Сорокоумовы

## Происхождение и история рода
Предок рода, касожский князь Редега убит (1022) князем Мстиславом Владимировичем Тмутараканским. Мстислав взял в плен двух сыновей Редегиных, окрестив их под именами Романа и Юрия. От Юрия род не пошёл, а Роман Редегич женился на дочери князя Мстислава Владимировича, внуке Святого князя Владимира Равноопостального.
Родоначальник, боярин при великом князе Дмитрии Донском (1362-1389) Константин Иванович Добрынский (VII-е колено), правнук которого, ясельничий Фёдор Михайлович († в глубокой старости 1498) имел сыновей: Василия и Тимофея (XI колено), писавшихся не Добрынскими, а Векентьевыми (фамилия от имени их деда Михаила-Векентия Павловича Добрынского, IX-е колено).
Потап Угримович голова в Ливонском походе (1559).  Векентий Семёнович получил денежную придачу за службу и раны (1613). Данила Иванович получил придачи (1615) за Смоленскую службу, за Московское очищение, за Хоткеев бой, Вахромей Иванович за Бельскую и Смоленскую службы. Яков Своитинович вёрстан новичным окладом по Юрьеву Польскому (1628). Жилец Михаил Дмитриевич владел поместьем в Переяславском уезде (1649).
В XVI и XVII веках Векентьевы, служившие новиками, воеводами и дьяками (например, известный дьяк Поместного приказа Иван Степанович Векентьев, сторонник царевны Софьи Алексеевны), владели поместьями в Вяземском, Московском и Переяславском уездах.
Восемь представителей рода владели населёнными имениями (1699).

## Описание герба
Щит разделён горизонтально на две части, из коих в верхней в красном поле положены крестообразно два серебряные ланца остриями вверх. В нижней части в серебряном поле красная городская стена с тремя на ней башнями.

Щит увенчан дворянскими шлемом и короной. Нашлемник: стена в щите означенная. Намёт на щите красный, подложенный серебром.— Герб рода Векентьевых внесен в Часть 6 Общего гербовника дворянских родов Всероссийской империи, стр. 61

### Геральдика
В дворянском гербе Векентьевых присутствуют два польских герба: в верхней части изменённый герб Елита, (без вертикального копья), а в нижней части герб Гржимала.

## Известные представители
- Векентьев Фёдор Михайлович († 1498) — ясельничий при дворе вел. кн. Иоанна Васильевича (с 1495)
- Векентьев Григорий Потапович — голова в Берёзове (1600), воевода в Березове (1601).
- Векентьев Гаврило Потапович — воевода белозерский (1602).
- Векентьевы: Андрей Борисович и Филипп Своитинович — городовые дворяне по Юрьеву Польскому (1613).
- Векентьев Михаил Елизарович — воевода в Белозерске (1619).
- Векентьев Лукьян Андреевич — стольник патриарха Филарета (1627).
- Векентьева Елена — игуменья Алексеевского монастыря в Москве (1645—1654).
- Векентьев Борис Вахрамеевич — московский дворянин (1658—1668).
- Векентьев Яков Клементьевич — убит под Конотопом (1659).
- Векентьев Иван Борисович — дьяк (1676—1692).
- Векентьев Иван Степанович — дьяк Поместного приказа (1676—1692).
- Векентьевы: Гавриил и Петр Никитичи — стряпчие (1682—1692).
- Векентьев Иван — дьяк (1676), воевода в Киеве (1693)
- Векентьев Иван Борисович — дьяк (1692).
- Векентьевы: Михаил Иванович, Михаил Михайлович, Степан Яковлевич, Фёдор Дмитриевич — московские дворяне (1676—1692)[7][8][3].